# Karin Rutz
Karin Rutz z d. Gießelmann (ur. 16 stycznia 1948 w Offenburgu) – niemiecka florecistka reprezentująca RFN, srebrna medalistka mistrzostw świata.
Podczas mistrzostw świata w Buenos Aires w 1977 roku reprezentacja RFN w składzie: Karin Rutz, Ute Kircheis-Wessel, Brigitte Oertel, Cornelia Hanisch i Gudrun Lotter zdobyła srebrny medal w turnieju drużynowym. Był to jedyny medal wywalczony przez Rutz w zawodach tego cyklu.
Na igrzyskach olimpijskich w Monachium w 1972 roku w turnieju indywidualnym odpadła w pierwszej rundzie, a w zawodach drużynowych była piąta. Na rozgrywanych cztery lata później igrzyskach olimpijskich w Montrealu zajęła czwarte miejsce w zawodach drużynowych.